# Operação Barkhane

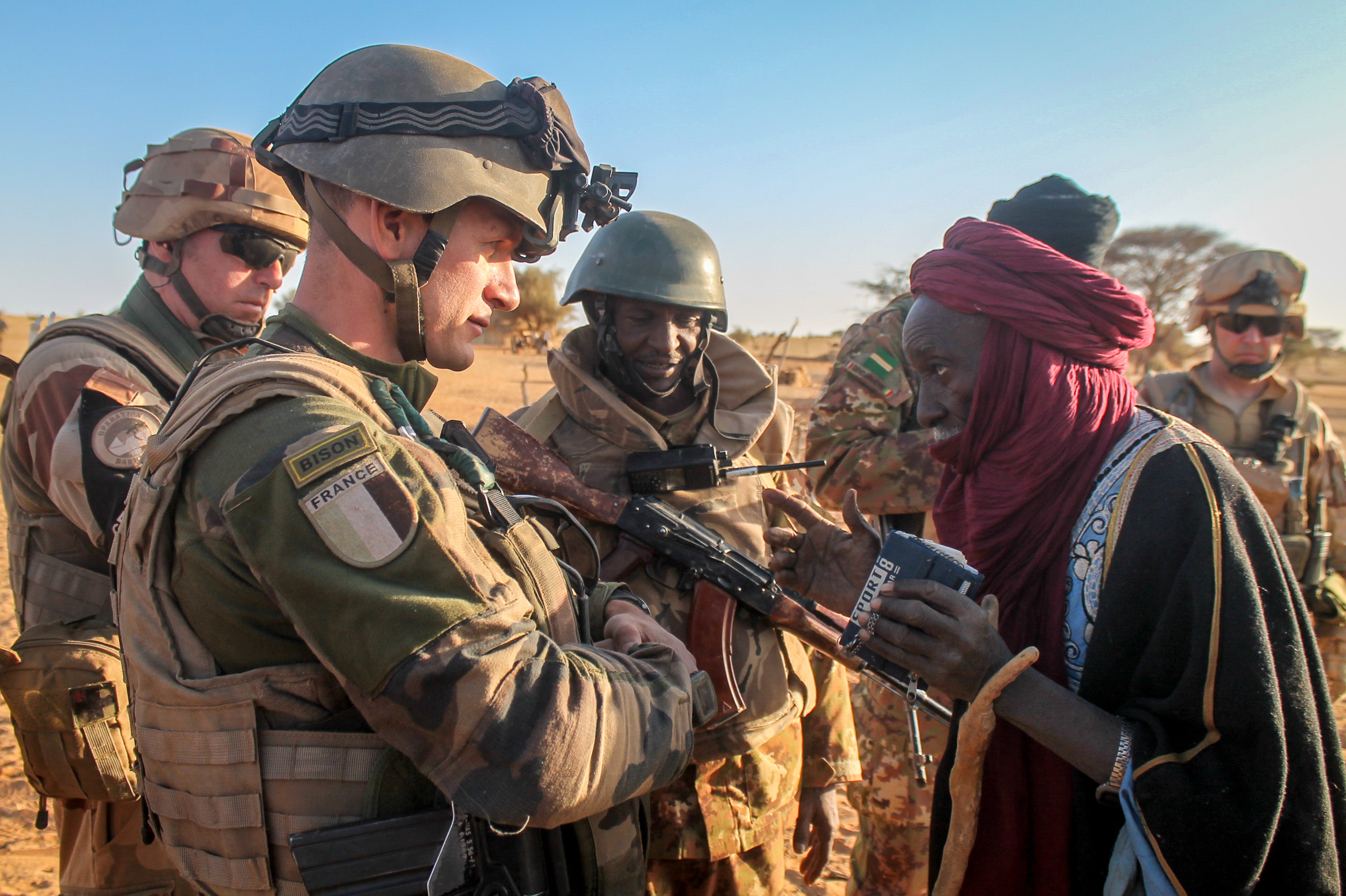
Soldados franceses do 126º Regimento de Infantaria e militares do Mali, em 2016.

Operação Barkhane foi uma operação militar contra grupos armados jihadistas realizada na África, na região  do Sahel e no Sahara, pelas  Forças Armadas Francesas, com a participação secundária das forças armadas de países africanos aliados, entre 1º de agosto de 2014 e 9 de novembro de 2022, durante o governo de Emmanuel Macron.. Foi precedida pelas operações Serval (Mali, de 11 de janeiro de 2013 a 1º de agosto de 2014), no governo de François Hollande, e Épervier (Tchad, de 13 de fevereiro de 1986 a 1º de agosto de 2014), durante o governo Mitterrand.
A Operação Barkhane insere-se numa estratégia de manutenção de forças posicionadas na região, em parceria com os Estados da área, mobilizando  milhares de soldados contra grupos jihadistas afiliados a al-Qaeda ou ao Estado Islâmico.
De início, a Operação mobilizou 3 000 militares franceses, que ficaram sediados em Djamena, capital do Tchad.
A operação foi projetada com cinco países africanos, ex-colônias francesas, abrangendo todo o Sahel: Burquina Fasso, Chade, Mali, Mauritânia e Níger.  Esses países são referidos coletivamente como o "G5 do Sahel".
Barkhane (em português, 'barcana') é o nome de um tipo de duna em forma de crescente lunar,, comum nos desertos africanos e asiáticos, que progride sobre uma superfície não arenosa, com o lado convexo voltado para o vento.

## Operações

### Retirada das tropas francesas (2021–22)
Em 2 de janeiro de 2021, dois soldados franceses do 2º Regimento de Hussardos foram mortos enquanto participavam de uma missão de inteligência no nordeste do Mali. Seis soldados franceses ficaram feridos em 10 de janeiro quando um homem-bomba atacou seu comboio durante uma patrulha na região central perto de Gourma. As forças francesas e malianas conduziram uma operação ofensiva conjunta chamada Operação Eclipse de 2 a 20 de janeiro nas florestas ao redor da cidade de Boni. Mais de 100 jihadistas foram mortos e 20 capturados pelas forças francesas durante a operação. As forças francesas realizaram um ataque aéreo controverso durante a Operação Eclipse, que os moradores alegaram ter como alvo uma cerimônia de casamento na vila de Bounti, na região central de Mopti, em 3 de janeiro. Os militares franceses negaram essas alegações e afirmaram que o ataque atingiu com sucesso um grupo de combatentes jihadistas.
A França anunciou que suspendeu as operações militares conjuntas com o Mali em 3 de junho, em resposta ao golpe de Estado realizado pelos militares malianos, resultando na deposição do presidente interino Bah Ndaw e do primeiro-ministro, Moctar Ouane. O presidente da França, Emmanuel Macron, anunciou em 10 de junho que a operação chegaria ao fim em breve e seria substituída por uma missão envolvendo forças de mais países. Ele também acrescentou que as forças francesas iriam se retirar de forma faseada, mas algumas permaneceriam como parte de outra missão internacional, para a qual a França convenceria outros países a se juntarem. Quanto ao motivo da retirada, afirmou que a França não pode continuar a trabalhar com os governos nacionais da região do Sahel, pois estavam negociando com terroristas.
Em 2 de julho, a França anunciou que retomaria suas operações militares conjuntas suspensas com o Mali, após discussões com o governo interino do país. Em 9 de julho, Macron afirmou retirar de 2,5 e 3 mil soldados do Sahel, mantendo outras tropas para impedir as operações militantes e apoiar as forças regionais. Em 13 de julho, anunciou que a operação Barkhane terminaria no primeiro trimestre de 2022. Em 15 de setembro as forças de Barkhane haviam matado Adnan Abu Walid al-Sahrawi, líder do Estado Islâmico no Grande Saara (ISGS). O assassinato foi realizado em 17 de agosto usando um drone na Floresta Dangalous do Mali, perto da fronteira com o Níger, de acordo com o chefe do Estado-Maior da Defesa, Thierry Burkhard, depois de coletar informações sobre locais onde al-Sahrawi provavelmente se esconderia. Burkhard acrescentou que al-Sahrawi estava viajando em uma motocicleta com outra pessoa quando foi morto. Uma unidade composta por 20 soldados das Forças Especiais do Exército Francês foi então enviado para confirmar as identidades dos mortos e descobriu que o ataque havia matado dez membros do IS-GS. Em 24 de setembro, um soldado francês foi morto em um confronto armado com insurgentes no Mali, perto da fronteira com Burquina Fasso.

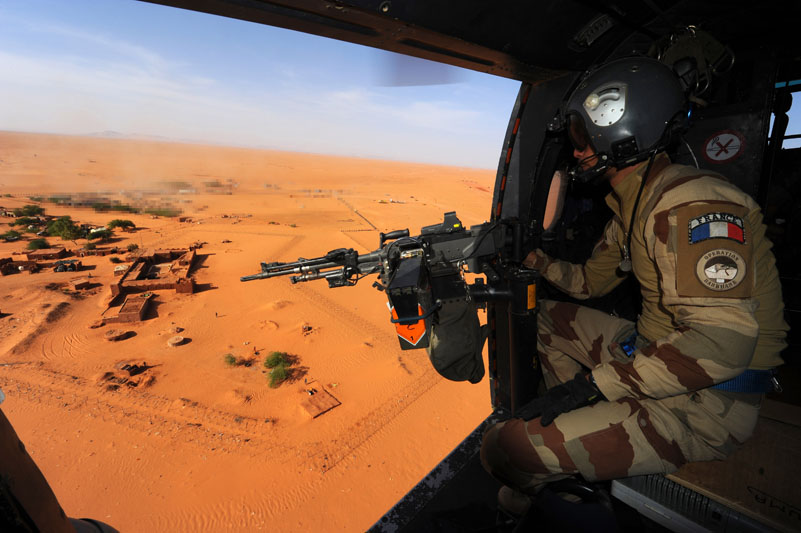
Helicóptero francês sobrevoando o Forte de Madama, no Níger, que serve como base operacional avançada para os exércitos francês, nigerino e chadiano. (Foto de Thomas Goisque)

Por ano, a operação Barkhane custou cerca de 1 bilhão de euros por ano. Em 11 de fevereiro de 2022, o exército francês anunciou que matou 40 militantes em ataques aéreos em uma coluna de motocicletas na área do Parque Nacional W em cooperação com as forças burquinas no dia anterior. Os militantes realizaram dois ataques armados no Benin nos dias 8 e 9 de fevereiro, matando nove pessoas. A França, juntamente com seus aliados europeus, anunciou o início da retirada das tropas do Mali em 17 de fevereiro, culpando a junta militar do Mali por obstruções na realização de suas operações militares. A França afirmou que a retirada foi feita para seus soldados da Operação Barkhane e da Força-Tarefa Takuba. Macron afirmou que a base da operação mudaria do Mali para o Níger. A França começou a redistribuir suas forças para outros países do Sahel como o Chade.
Em 7 de março, os militares franceses declararam que suas forças haviam matado o comandante da al-Qaeda Yahia Djouadi, conhecido como "Abu Ammar al-Jazairi", durante a noite entre 25 e 26 de fevereiro. Djouadi foi ex-emir do grupo na Líbia antes de fugir para o Mali em 2019. Ele ajudou a organizar o grupo, além de gerenciar seus suprimentos, logística e finanças na região de Tombuctu. Em 18 de março, o governo militar do Mali pediu à França que retirasse suas tropas "sem demora". O presidente Macron, no entanto, respondeu que cerca de 5 mil soldados franceses deixariam o Mali de forma "ordenada" nos próximos quatro a seis meses, a fim de fornecer proteção para a Missão Multidimensional Integrada das Nações Unidas para Estabilização do Mali (MINUSMA) e forças de outras nações estacionadas no Mali. Em 15 de junho, a França havia capturado Oumeya Ould Albakaye, um líder sênior do ISGS no Mali durante a noite entre 11 e 12 de junho. No dia seguinte, afirmou que cerca de 40 militantes foram mortos em ataques de drones em uma coluna de motocicletas perto da fronteira do Níger com Burquina Fasso em 14 de junho.
As forças francesas completaram sua retirada do Mali em 15 de agosto. Os militares franceses afirmaram que 3 mil soldados permaneceriam na região de Sahel como parte da operação Barkhane, e acrescentaram que ela não estava terminando, mas sendo reformulada. No entanto, em 9 de novembro, Macron anunciou o fim da operação, afirmando que algumas tropas francesas permaneceriam na região sob novos arranjos.